# Lawrence Collins (baron Collins de Mapesbury)
Pour les articles homonymes, voir Lawrence Collins et Collins.
Lawrence Antony Collins (né le 7 mai 1941), est un juge britannique et ancien juge de la Cour suprême du Royaume-Uni. Il est également nommé à la Cour d'appel final de Hong Kong le 11 avril 2011 en tant que juge non permanent. Il est auparavant associé du cabinet d'avocats britannique Herbert Smith. Il est maintenant membre de l'Essex Court Chambers et professeur adjoint de droit à la New York University School of Law.

## Jeunesse
Collins est né le 7 mai 1941 et fait ses études à la City of London School, puis au Downing College de Cambridge, obtenant son diplôme en droit. Il reçoit un Master of Laws de la Columbia Law School à New York et est admis comme avocat en 1968, devenant associé chez Herbert Smith en 1971 jusqu'à sa nomination en tant que juge en 2000. Il est chef du département Contentieux et arbitrage chez Herbert Smith de 1995 à 1998. Lui et Arthur Marriott sont les deux premiers avocats en exercice à être nommés Conseiller de la reine, le 27 mars 1997. En tant qu'avocat-conseil, il plaide devant la Cour d'appel d'Angleterre, le Comité judiciaire de la Chambre des lords et la Cour européenne de justice. Il représente le gouvernement chilien dans l'affaire d'extradition du général Pinochet. Il a une fille, Hannah, et un fils, Aaron.

## Carrière judiciaire
En 1997, il est nommé juge suppléant de la Haute Cour, devenant juge à plein temps à la Chancery Division le 28 septembre 2000, date à laquelle il quitte Herbert Smith. Il est le premier avocat à être nommé juge de la Haute Cour directement de la pratique privée, et seulement le deuxième avocat à être nommé, après Sir Michael Sachs en 1993, qui avait auparavant siégé comme juge de circonscription pendant neuf ans ,.
Sa nomination en tant que Lord Justice of Appeal (juge de la cour d'appel) est annoncée le 11 janvier 2007 et il prête serment devant le Conseil privé un mois plus tard . Le 8 avril 2009, il remplace Lennie Hoffmann (qui prend sa retraite le 20 avril 2009) en tant que Lord of Appeal in Ordinary . Il est le premier avocat à être nommé à ces échelons supérieurs de la magistrature . En conséquence, le 21 avril 2009, il est créé baron Collins de Mapesbury, de Hampstead Town dans le Borough londonien de Camden, et est présenté à la Chambre des lords le 28 avril 2009. Le 1er octobre 2009, lui et neuf autres lords d'appel deviennent juges de la Cour suprême lors de la création de cet organe.
Il est membre du Wolfson College, Cambridge, depuis 1975, et devient membre de la British Academy en 1994. Il est membre de l'Institut de droit international. Il est le rédacteur en chef de Dicey &amp; Morris, l'ouvrage de référence standard sur les conflits de lois, depuis 1987, et il est rebaptisé Dicey, Morris and Collins dans sa 14e édition, publiée en 2006 . Il est également l'auteur de nombreux autres ouvrages et articles sur le Droit international privé. Il devient conseiller de l'Inner Temple en 2001.
Collins atteint l'âge de la retraite obligatoire de 70 ans le 7 mai 2011, mais reste en tant que juge intérimaire jusqu'en juillet . Il reste membre de la Chambre des lords et siège en tant que crossbencher.